# Ребель, Жан-Фери
Жан-Фери Ребе́ль (фр. Jean-Féry Rebel; 1666—1747) — французский композитор и скрипач. Наиболее известен оркестровыми сюитами «Стихии» и «Характерные черты танцев».

## Очерк биографии и творчества
Отец Ж. Ф. Ребеля Жан Ребель (ок. 1636 — 1692) пел (тенор) в капелле Людовика XIV. Жан-Фери также вырос при дворе французского короля. Учился у Жана Батиста Люлли. В 1699 году первая скрипка французской Королевской академии музыки (фр. Académie royale de musique). В 1700 году отправился в Испанию. По возвращении во Францию в 1705 году получил место в оркестре «24 скрипки короля». В 1716 году музыкальный руководитель (фр. Maître de musique) оркестра Королевской академии музыки и придворных балетных представлений. В 1726 году получил должность придворного «композитора камерной музыки».
Ребель впервые стал сочинять балеты без пения (он называл их «танцевальными симфониями»). В оркестровой сюите «Элементы <мироздания>», или «Стихии» (фр. Les Élémens, 1738, авторский подзаголовок — «новая симфония») применил сонорный кластер — для изображения первоначального космического хаоса. Пьеса с таким же названием («Хаос») из этой сюиты считается одним из ранних образцов использования кластеров в истории музыки. 
Как камерный композитор Ребель, с одной стороны, был прямым продолжателем Люлли, памяти которого он посвятил скрипичную сонату «Гробница господина Люлли» (фр. Le Tombeau de M. Lully, то есть «Дань почтения Люлли»), а с другой — одним из первых французских авторов, обратившихся к итальянскому жанру сонаты (девять сонат 1695 года). Единственная опера Ребеля «Улисс» была поставлена в Королевской академии в 1703 году.
Сын, тоже композитор Франсуа Ребель, был женат на Анне-Огюстине де Вальжолли (Anne-Auguste de Valjolly), дочери знаменитой французской балерины Франсуазы Прево, для которой Ребель сочинил в 1715 году небольшую сюиту «Характерные черты танцев» (фр. Les Caractères de la danse, букв. «Характеры танца»).
В честь Ребеля назван нидерландский оркестр барочной музыки, основанный в 1991 году.

## Сочинения для инструментов
- 12 сонат для скрипки и basso continuo (1713, одна из сонат с заголовком «Гробница г-на Люлли»)
- Сюита «Терпсихора» («танцевальная симфония», 1720)
- «Фантазия» для оркестра (1729)
- Сюита «Характерные черты танцев» (Les Caractères de la danse, «фантазия», 1734)
- Сюита «Сельские удовольствия» (Les Plaisirs champêtres, «танцевальная симфония», 1734)
- Сюита «Стихии» (Les Élémens, «новая симфония», 1737)

## Для музыкального театра
- Опера «Улисс» («лирическая трагедия», 1703)